# Brasse (Grabmalkunst)
Eine Brasse ist eine Sonderform der Grabmalkunst. Dabei dient eine gravierte Metallplatte als Grabtafel. Es existieren sowohl vollständig mit Metall beschlagene Steinsockel oder in den Boden eingelassene Steinplatten als auch Steinplatten, in die Metallpartien eingelassen sind. 
Selten wurden auch weitere Materialien als Inkrustationen ins Metall eingelassen. Die Gesichter der Grabfiguren von Erik VI. und seiner Frau Ingeborg etwa bestehen aus Alabaster. Aus der Lübecker Marienkirche ist mit dem Grab von Ratsherr Arnold Wlome und seiner Tochter Gertrud (beide † 1329) eine Platte durch Quellen überliefert, bei der Gesichter und Hände aus farbig gefassten Holzreliefs bestanden.

## Entwicklung und Produktionsorte
Metallgrabplatten existieren spätestens seit dem 12. Jahrhundert. Scheinen in der Frühzeit der gravierten Metallgrabplatten noch regionale Produktionen zu überwiegen, so konnten sich im 14. Jahrhundert Exportwerkstätten durchsetzen, die den gesamten Hanseraum und Spanien belieferten. Der Ursprung dieser Platten ist Gegenstand anhaltender Diskussion: Scheint die Verbreitung über die flandrischen Hansestädte, wie etwa Brügge, gewiss, so sind die Herkunft des Materials und vor allem der Verarbeitungs- bzw. Herstellungsort oft unbekannt. Neben Brügge selbst wurden auch aufgrund eines Fall, bei dem eine Schriftquelle und ein Grabmal zusammengebracht werden konnten, Tournai oder, aufgrund einer langen Tradition von Metallverarbeitung und der Nähe zu benötigten Rohstoffen, das Maasgebiet vorgeschlagen. 
Neben den Importgrabplatten wurden, möglicherweise in Abhängigkeit von der Finanzkraft der Auftraggeber, auch Grabplatten in lokalen Werkstätten bestellt. Gerade im 15. Jahrhundert scheint sich dann wiederum eine stärkere Regionalisierung der Grabplattenherstellung abzuzeichnen. 

## Deutschsprachiger Raum

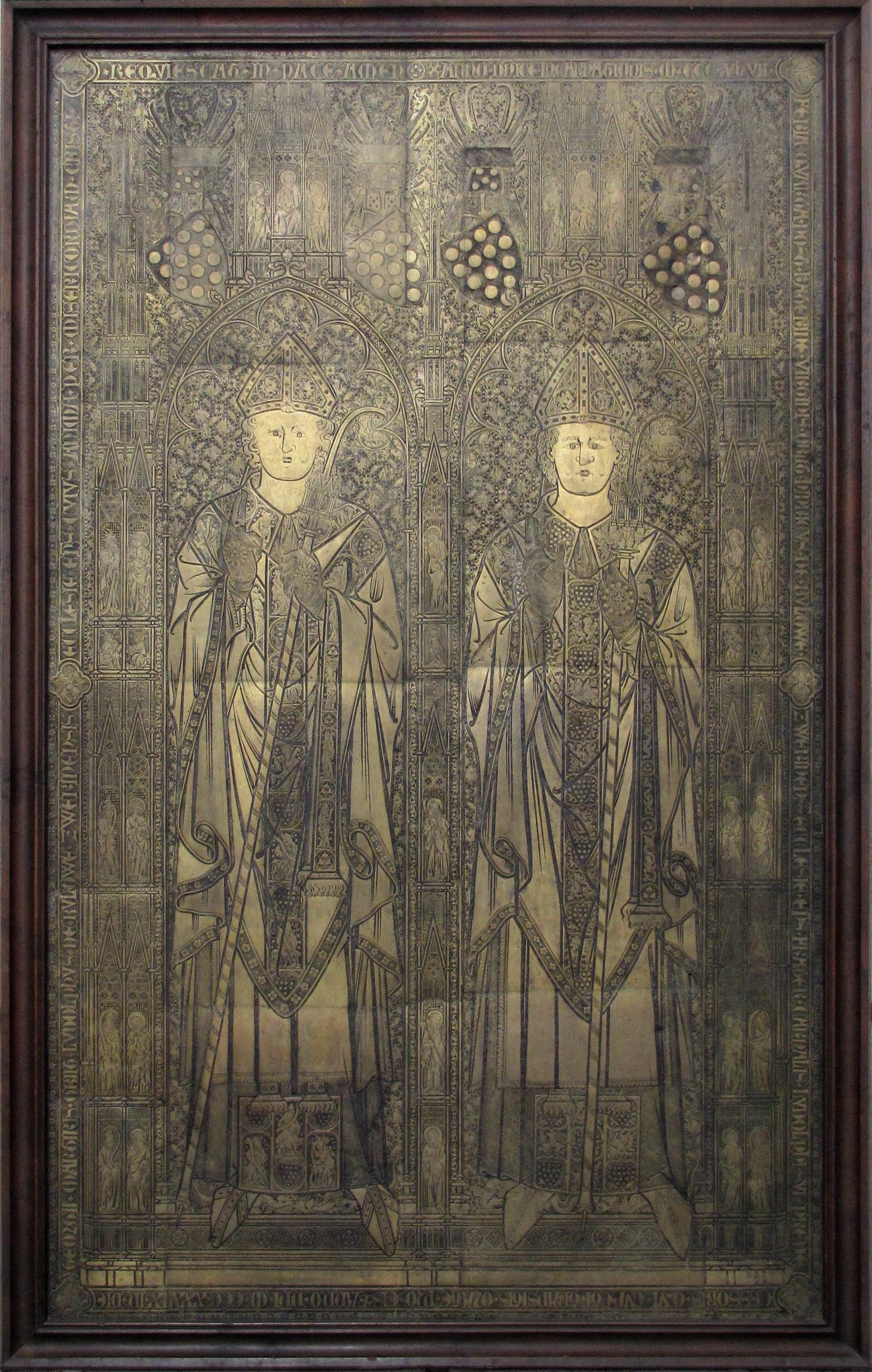
Grabplatte der Bischöfe Ludolf und Heinrich von Bülow im Schweriner Dom (um 1350)

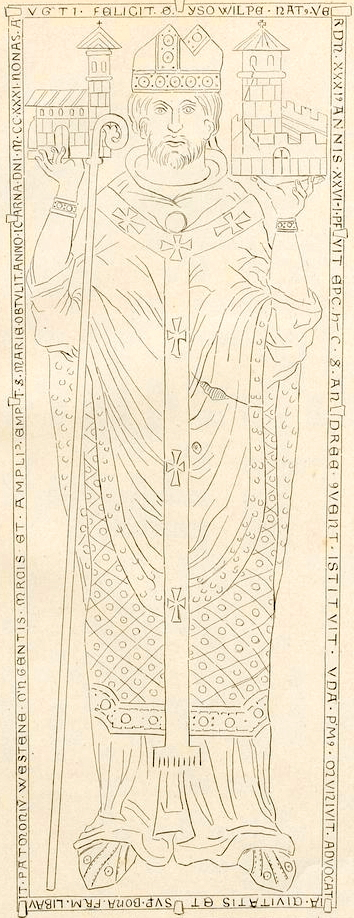
Zeichnung der Grabplatte Isos von Wölpe († 1231) in Verden

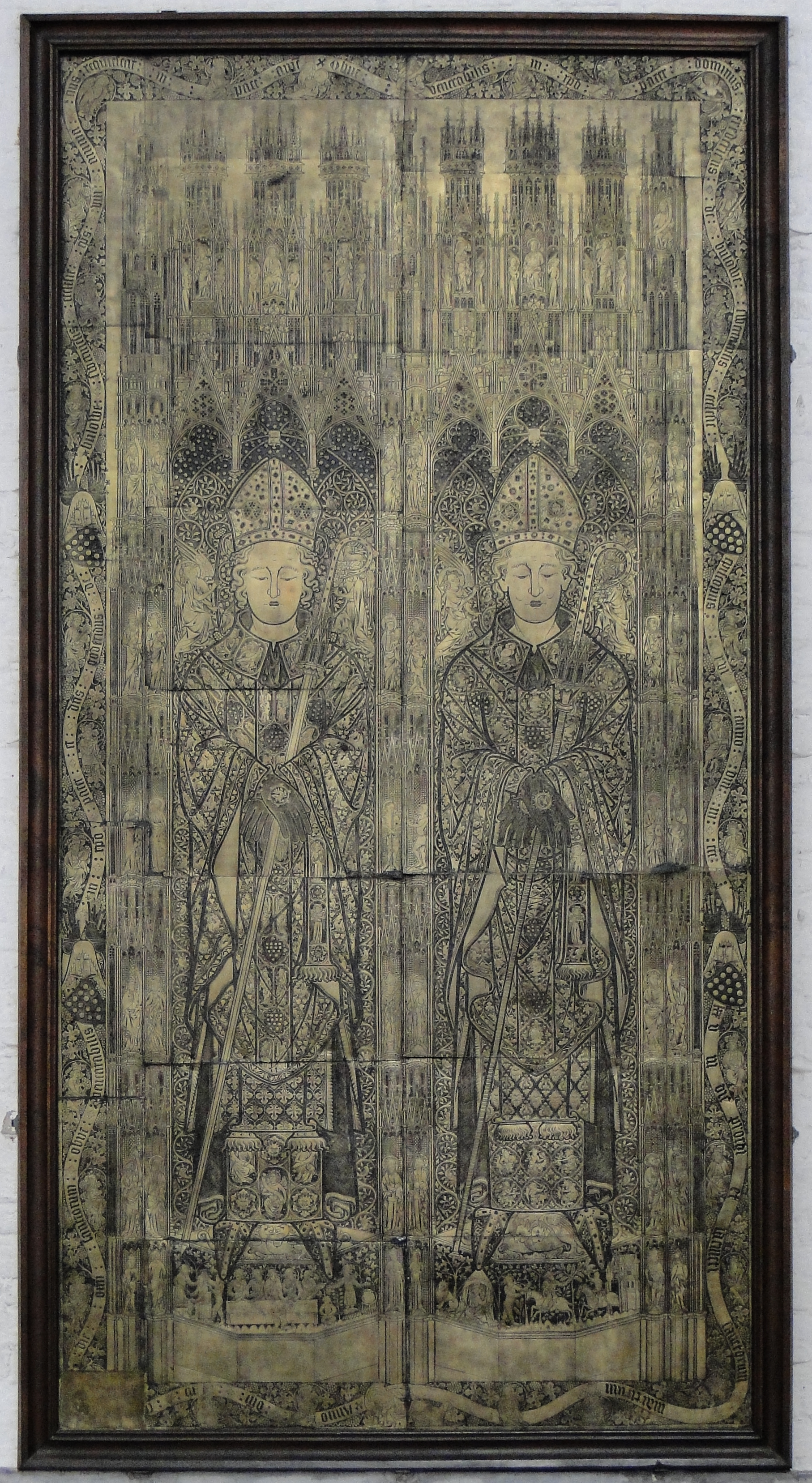
Grabplatte der Bischöfe Gottfried und Friedrich von Bülow im Schweriner Dom (um 1375)

Die älteste erhaltene Brasse entstand vor 1187 für den heiligen Ulrich von Augsburg und befindet sich in St. Ulrich und Afra. Weitere früher Vertreter sind die Grabmäler des Bischofs Iso von Wölpe in der St.-Andreas-Kirche in Verden aus dem Jahr 1231 und des Hildesheimer Bischofs Otto von Braunschweig-Lüneburg (gest. 1279) im Hildesheimer Dom.

### 14. Jahrhundert

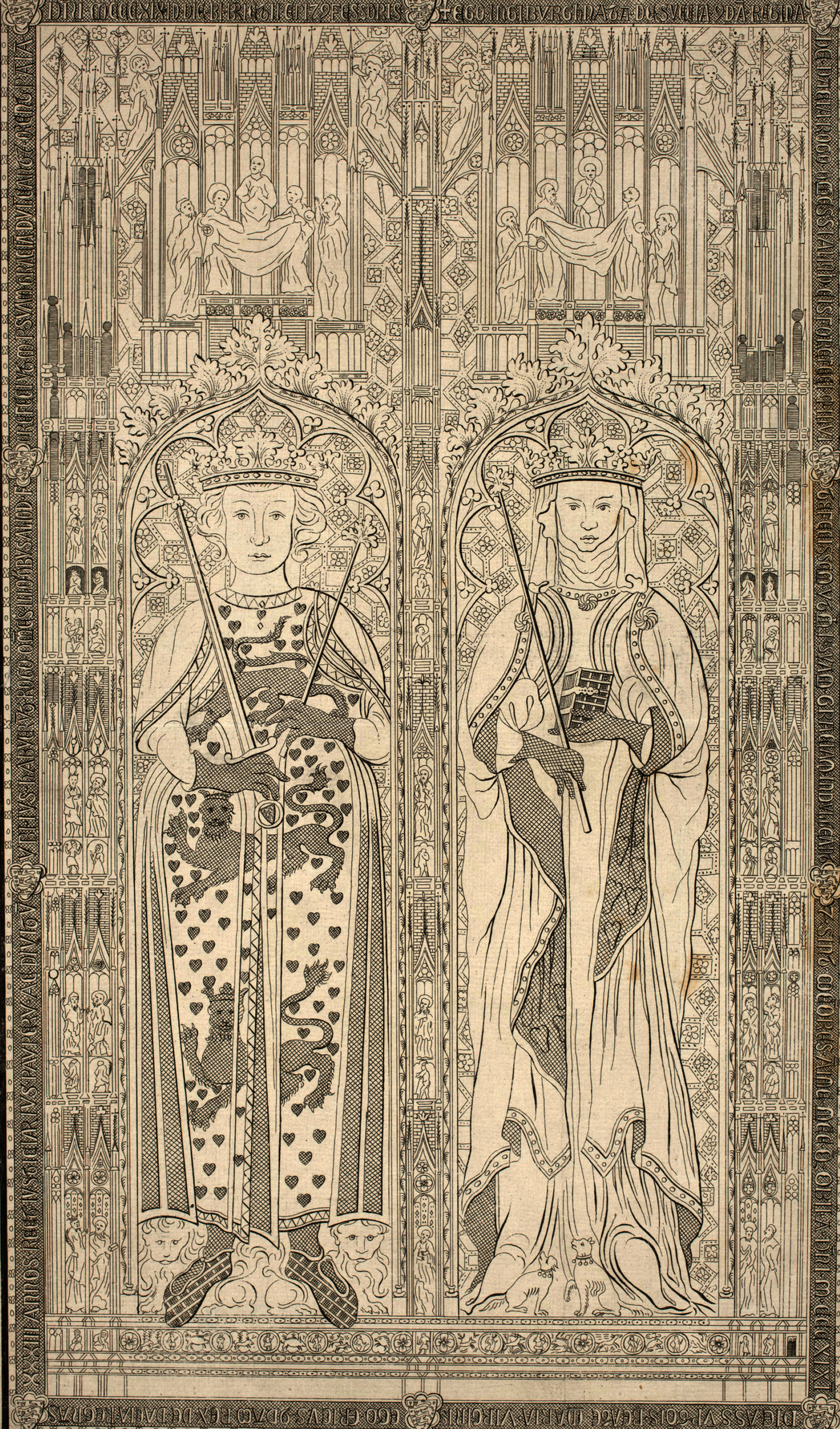
Zeichnung der Metallgrabplatte des dänischen Königspaars Erik VI. und Ingeborg in Ringsted (um 1319).

| Grabort                         | Aufbewahrungsort                              | Verstorbene(r)                                | Sterbedatum    | Herstellungsdatum | Herstellungsort     |
| ------------------------------- | --------------------------------------------- | --------------------------------------------- | -------------- | ----------------- | ------------------- |
| Paderborner Dom                 |                                               | Bischof Bernhard von Lippe                    | 1341           | um 1341           | Niedersachsen (?)   |
| Schweriner Dom                  | nördliches Querhaus                           | Bischöfe Ludolf und Heinrich I. von Bülow     | 1339 bzw. 1347 | um 1350           | Flandern/Maasgebiet |
| Lübecker Dom                    | nördlicher Chorumgang                         | Bischöfe Burkhard von Serkem und Johannes Mul | 1317 bzw. 1350 | um 1350           | Flandern/Maasgebiet |
| St. Petri in Lübeck             | St. Annen-Museum in Lübeck, Inv. Nr. 1946/443 | Ratsherr Johannes Klingenberg                 | 1356           | um 1355           | Flandern/Maasgebiet |
| St. Nikolai in Stralsund        |                                               | Bürgermeister Albert Hovener                  | 1357           | um 1357           | Flandern/Maasgebiet |
|                                 | St. Annen-Museum, Inv. Nr. 1947/122           |                                               |                | um 1360           | Flandern/Maasgebiet |
| Dom St. Johannes in Toruń/Polen |                                               | Johann von Soest und Margarethe               | 1361           | um 1361           | Flandern/Maasgebiet |
| Marienkirche in Lübeck          | Briefkapelle in der Marienkirche              | Bürgermeister Bruno von Warendorp             | 1369           | um 1369           | Lübeck (?)          |
| Schweriner Dom                  | nördliches Querhaus                           | Bischöfe Gottfried und Friedrich von Bülow    | 1314 bzw. 1375 | um 1375           | Flandern/Maasgebiet |
| Lübecker Dom                    | nördliches Querhaus                           | Bischof Bertram Cremon                        | 1377           | um 1377           | Lübeck (?)          |
| Paderborner Dom                 |                                               | Bischof Heinrich vom Spiegel zum Desenberg    | 1380           | um 1380           | Niedersachsen (?)   |
| Paderborner Dom                 |                                               | Bischof Ruprecht von Berg                     | 1394           | um 1395           | Niedersachsen (?)   |
| Altenberger Dom                 | vollständig zerstört                          | Wikbold Dobilstein, Bischof von Kulm          |                | um 1398           | Flandern/Maasgebiet |

## England

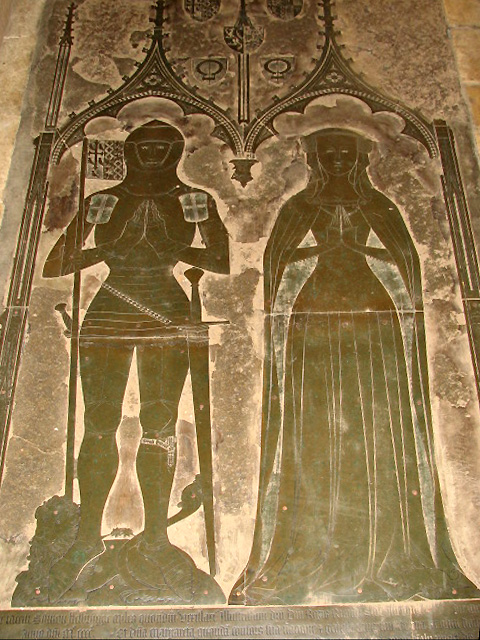
Brasse von Simon Felbrigg und seiner Frau Margaret von Teschen, St Margaret’s Church, Felbrigg, Norfolk

Die älteste in England erhaltene Brasse ist die Grabplatte für Sir John d’Abernon in Stoke d’Abernon aus dem Jahr 1277. Mit 18 Brassen aus einem Zeitraum von 1320 bis 1529 enthält die Kirche St Mary Magdalene in Chatham die größte Anzahl englischer Brassen.

### 14. Jahrhundert
| Grabort                                        | Aufbewahrungsort | Verstorbene(r)                               | Sterbedatum | Herstellungsdatum | Herstellungsort                      |
| ---------------------------------------------- | ---------------- | -------------------------------------------- | ----------- | ----------------- | ------------------------------------ |
| St. Margaret’s, King’s Lynn in Norfolk         |                  | Bürgermeister Adam und Margarete de Walsokne |             | um 1350           | Flandern/Maasgebiet                  |
| Holy Trinity Church in Wensley/North Yorkshire |                  | unbekannter Priester                         |             | um 1360           | Flandern/Maasgebiet oder England (?) |
| St. Mary’s in North Mymms/Hertfordshire        |                  | unbekannter Priester                         |             | um 1360           | England (?)                          |
| St. Mary Magdalen’s in Newark-on-Trent         |                  | Kaufmann Alan Fleming                        | 1361        | um 1361           | Flandern/Maasgebiet                  |
| St. Margaret’s, King’s Lynn in Norfolk         |                  | Robert Braunche und seine zwei Ehefrauen     |             | um 1364           | Flandern/Maasgebiet                  |
| St Albans in Hertfordshire                     |                  | Abt Thomas de la Mare                        |             | um 1396           | Flandern/Maasgebiet                  |

## Dänemark
1319 starben der dänische König Erik VI. Menved (reg. 1286–1319) und seine Gemahlin Ingeborg. Beigesetzt wurden sie in der Kirche der Benediktinerabtei Ringsted (heute St.-Bendts-Kirche) unter einer flandrischen Importgrabplatte (2,85 × 1,68 m). Es ist die älteste erhaltene dieser Art.

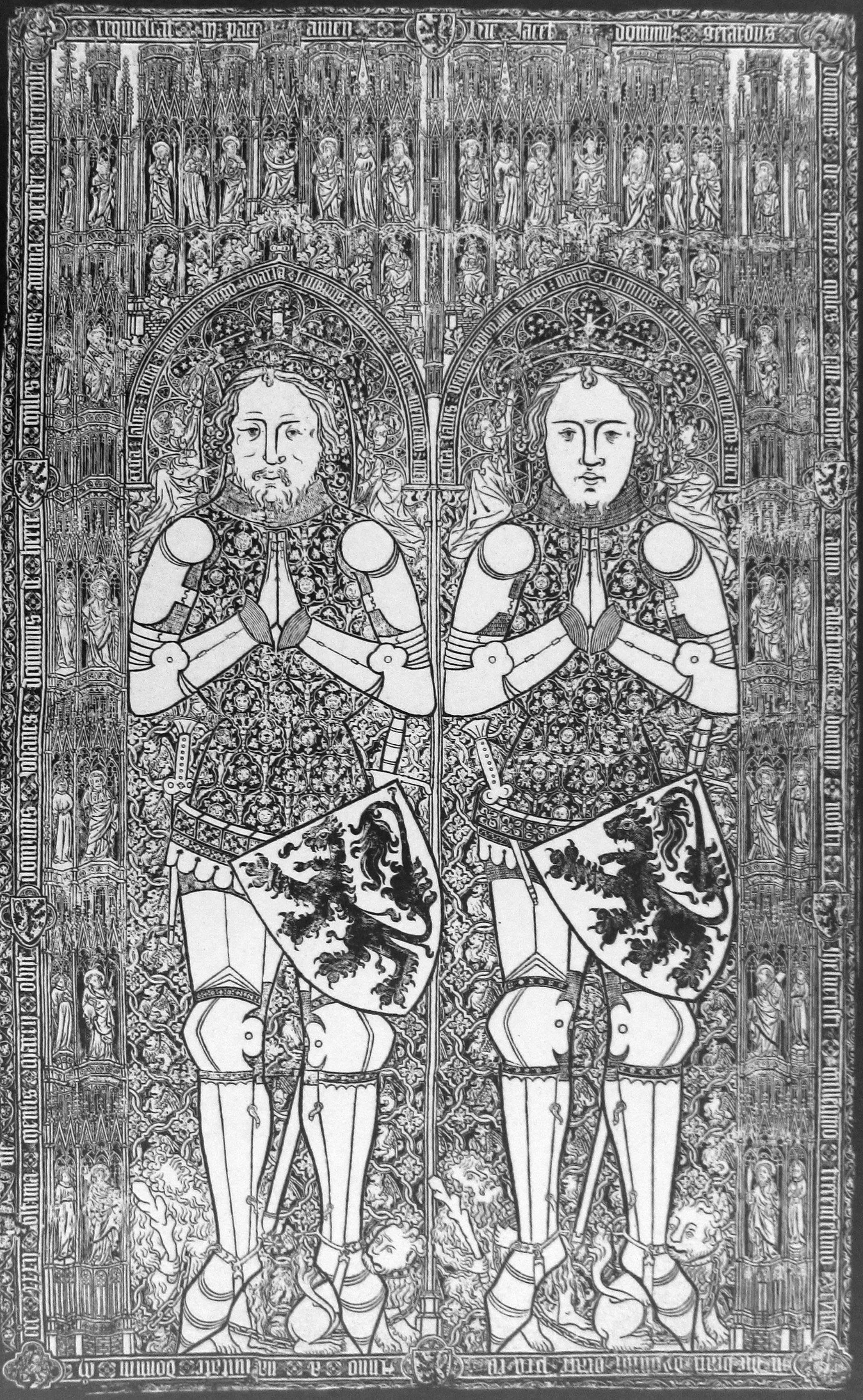
Abrieb der Grabplatte der Ritter Jean und Gérard de Heere (um 1398)

## Belgien

### 14. Jahrhundert
| Grabort                | Aufbewahrungsort                                   | Verstorbene(r)                                                 | Sterbedatum | Herstellungsdatum | Herstellungsort             |
| ---------------------- | -------------------------------------------------- | -------------------------------------------------------------- | ----------- | ----------------- | --------------------------- |
|                        | Stadsmuseum Gent                                   | Guilleaume Wenemaer und Marguerite Sbrunen                     |             | um 1352           | Flandern/Maasgebiet (?)     |
|                        | British Museum in London, Inv. Nr. MME 1853,0221.1 | unbekannter Bischof                                            |             | um 1360/75        | Flandern/Nordfrankreich (?) |
| St. Jakob in Brügge    |                                                    | Gilles van Namain                                              |             | um 1370           | Flandern/Maasgebiet         |
| St. Walburga in Brügge |                                                    | Jan und Margaret van Zynghene                                  |             | um 1372           | Flandern/Massgebiet         |
| St. Walburga in Brügge |                                                    | Michiel van Assenede, Adriane Stat und Elisabeth van Aertrycke |             | um 1382           | Flandern/Massgebiet         |
| St. Jakob in Brügge    |                                                    | Wouter Copman                                                  |             | um 1387           | Flandern/Maasgebiet (?)     |
|                        | Museum Cinquanténaire in Brüssel                   | Jean und Gérard de Heere                                       |             | um 1398           | Flandern/Maasgebiet         |

## Finnland
Um 1429 wurde auf Bestrebungen des Bischofs Magnus Tavast für den Heiligen Heinrich von Uppsala († um 1156) in Nousiainen eine Wallfahrtskirche eingerichtet. Das Grab, in das die Gebeine des Bischofs transloziert wurden, wurde mit einer gravierten Metallplatte bedeckt, die in Formsprache und Aufbau an die flandrischen Exportgrabplatten des 14. Jahrhunderts erinnert. Die Deckplatte misst 2,38 × 1,07 m. Die Seitenwände der Tumba sind ebenfalls – wie einst auch beim Grab des Wikbold Dobilstein in Altenberg – mit Metallplatten verkleidet, die in Gravur Szenen aus der Vita des heiligen Heinrich zeigen.